# 哥本哈根戰役 (1807年)
1807年哥本哈根戰役（Battle of Copenhagen (1807)）或稱炮轟哥本哈根（Bombardment of Copenhagen）是發生於1807年8月16日至9月5日的一場戰役，屬於砲艦戰爭中的戰役。這場戰役是一次先發制人攻擊，英國進攻丹麥-挪威首都哥本哈根，以奪取皇家丹麥-挪威海軍為目標。

## 背景
丹麥以往曾是一個力量不弱的歐洲國家，擁有什列斯威-好斯敦、挪威和冰島。在此時，大部份丹麥軍隊正防衛南部邊界，以抵擋可能而來的法軍進攻，因此哥本哈根的防守力量變得很弱。
此時英國則憂慮，拿破崙一世會試圖強逼丹麥對英國船隻封鎖波羅的海，更有可能派兵進駐丹麥首都所在的西蘭島。英國人相信連接波羅的海是「對英國至關重要」（"vitally important to Britain"），因為波羅的海在貿易上重要，並作為提供建造和維修戰艦的木材主要來源，以及維持與盟友瑞典和俄羅斯（在蒂爾西特和約前）的聯繫。 英方亦認為，在普魯士慘敗於第四次反法同盟後，丹麥的獨立在法國的威脅下，變得更加岌岌可危。英國外相查爾斯·格雷因此試圖遊說丹麥，加入英國與瑞典的秘密同盟之中，但卻遭到拒絕。
1807年1月，利物浦伯爵通報上議院，他接收到大陸的情報，表示"在蒂爾西特和約中有秘密協約，可僱傭丹麥及葡萄牙之海軍來對付此國。"（"that there were secret engagements in the Treaty of Tilsit to employ the navies of Denmark and Portugal against this country"）。他拒絕公開情報來源，表示此舉會令情報提供者性命受威脅。英國政府開始感到憂心，並於1807年7月中時認為，法國意圖侵略好斯敦，以逼使丹麥對抗英國。一些報告亦指出，丹麥人暗中準備接受。英國內閣決定行動，並在1807年7月14日，馬爾格雷夫伯爵（Lord Mulgrave）取得國王的准許後，派遣約21至22艘艦隻前往卡特加特海峽監視丹麥海軍的行動，並在必要時作出"迅速並猛烈的行動"（"prompt and vigorous operations"）。內閣稍後於7月18日派人再次遊說丹麥政府，把其艦隊轉交給英國。同日，英國海軍部亦派遣超過50艘艦隻給司令詹姆斯·甘比爾進行"特別任務"。7月19日，陸軍及殖民地大臣卡蘇里子爵命令駐軍施特拉爾松的英軍將領-卡斯卡特伯爵帶兵前往厄勒海峽以獲得增援。
在7月21或22日的晚上，喬治·坎寧從蒂爾西特獲得情報，表示拿破崙試圖遊說沙皇亞歷山大一世，與丹麥和葡萄牙組成海上聯盟，對抗英國。
25,000名步兵集結，第一隊於7月30日出發。坎寧再度向丹麥提供盟約及共同防禦，以及一道條約表明戰後即歸還丹麥艦隊，並為英國駐軍於丹麥進行補貼。31日，拿破崙命令塔列蘭提醒丹麥預備投入對抗英國的戰爭，否則貝爾納多特將侵略好斯敦。無論法國人或英國人均未能說服丹麥放棄中立，因此英國艦隊在8月15日集結於厄勒海峽。英國人公佈一個聲明，要求丹麥交出艦隊。丹麥人則回應“此無異於宣戰”（"what amounted to a declaration of war"）。

## 戰鬥

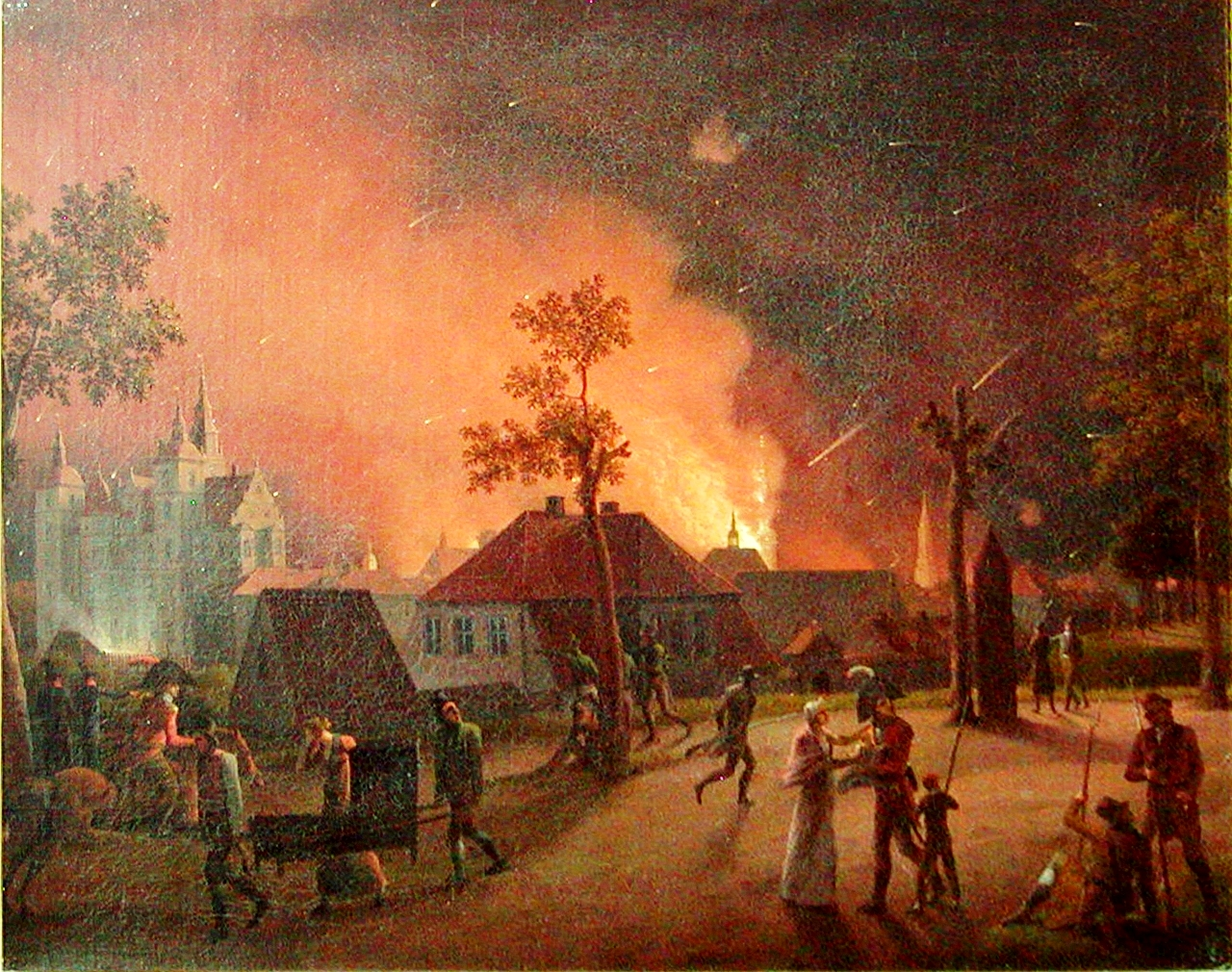
9月4日晚上哥本哈根的炮轟。

英國步兵在威靈頓公爵的指揮下，在哥本哈根以南的克厄擊敗了弱小丹麥陸軍。在數日之內，哥本哈根被完全圍困。丹麥人拒絕英國的招降，因此英國艦隊在甘比爾上將的指揮下，由1807年9月2日開始連續炮轟城市三日。9月7日，丹麥海軍英勇戰鬥後，城市與艦隊一同向取得壓倒性勝利的英國、漢諾威軍隊（英王德意志軍團，King's German Legion）投降。丹麥艦隊中，18艘戰列艦（Ship of the line）、11艘護衛艦、2艘較小型船隻、2艘戰鬥用帆船、7艘雙桅縱帆船、2艘橫帆雙桅船、1艘縱帆船和26艘砲艦被俘。
英國人轟炸哥本哈根的三日，殺死了超過2,000名市民，並且有30%的建築物被毀於戰鬥中。炮轟時英軍亦使用了康格里夫火箭（Congreve Rockets），引起大火。9月5日，丹麥人尋求和平，並於7日簽訂停戰條約。丹麥同意放棄其艦隊及海軍儲備，換取英軍在6星期內撤離。1807年10月21日，英國艦隊離開哥本哈根，返回英國本土。但戰爭繼續持續至1814年，直至簽訂基爾條約。

## 戰後
直至1807年9月16日，戰事才傳到坎寧的耳中。他對一個牧師寫道：“我不是告訴過你，我們將會把普林斯迪從炮轟中解放出來嗎？”（"Did I not tell you we would save Plumstead from bombardment?"），一星期後他又寫道：“沒有事情比起（在哥本哈根的）成功更美好、有益和有效。”（"Nothing ever was more brilliant, more salutary or more effectual than the success [at Copenhagen]"），而英首相斯賓塞·珀西瓦爾亦表示出與坎寧差不多的情緒。英國國內有不同反應，泰晤士報表示，這次征用丹麥艦隊，是“赤裸裸的自保行為”（"a bare act of self-preservation"）。威廉·威伯福斯表示此遠征可辯護是為了自保。而格倫維爾勳爵的兄弟，湯瑪斯格倫維爾則表示，他不禁感到“若在他們（政府）的立場，我們也很可能發出同樣命令，而不能向議會表示，因為我們相信丹麥已經想與英國敵對。”（"that in their [the government's] situation we should very probably have given the same order without being able to publish to Parliament the grounds on which we had believed in the hostile mind of Denmark"）。但是厄斯金勳爵卻譴責此行動，“如果地獄以前並不存在，神現在也會因為這個該死的行動，來創造地獄來懲罰這些大臣們。”（"if hell did not exist before, Providence would create it now to punish ministers for that damnable measure"）。
反對聲音表示，民族聲譽因此而玷污。坎寧亦於議會中宣讀上屆政府的計劃，意圖於1806年阻止葡萄牙海軍落入法國手中。坎寧及卡蘇里均希望繼續佔有西蘭島，並應該在撤離後立即重新進行佔領。但是此舉被威爾斯利大力反對，重新佔領行動最後未有落實。 反對聲音亦表示，這次攻擊將丹麥由一個中立者變成一個敵人。坎寧則回應，英國人在整個歐洲都被厭惡，所以英國可以掀起一場對抗法國的全面海上戰爭，而不怕開罪任何國家。
反對聲音未有立即發起一次投票來譴責這次戰役，但於1808年2月3日要求公開所有英國駐丹麥大使的信件，關於任何丹麥海軍備戰的資料。坎寧以3小時的演說來作為回應，帕密斯頓和查爾斯格雷均表示坎寧的演說十分有力。因為坎寧的演說，三個關於此行動的議案均被否決，並於3月21日反對派提出議案譴責這次戰役，但投票後224票比64票否決此議案。

## 參戰艦隻

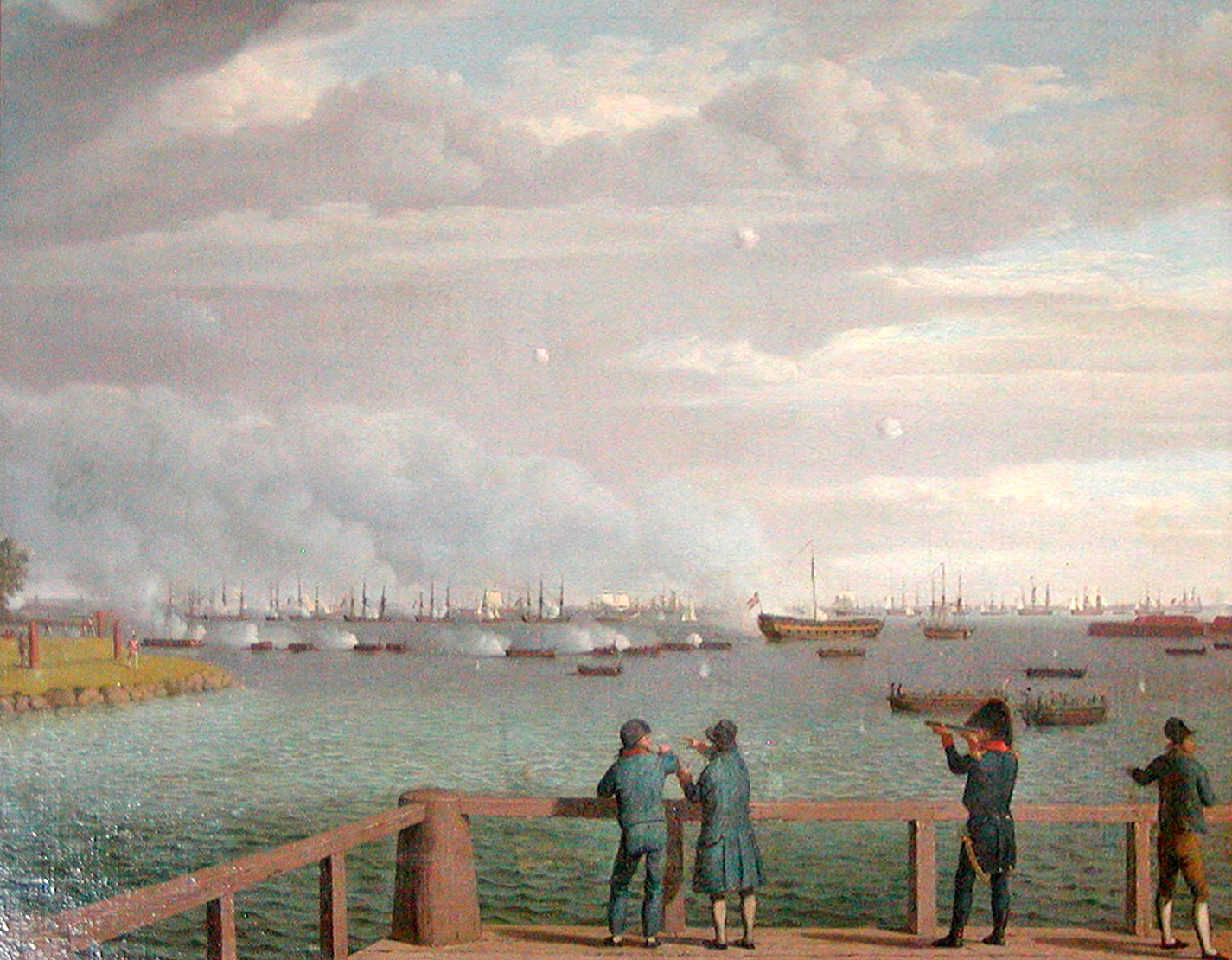
岸上人們觀看著英國戰艦於哥本哈根港外，而丹麥炮臺及戰艦正與對方駁火。

下列船隻在1807年7月26日與甘比爾上將一同由英格蘭出發：
- 威爾斯親王號（英语：HMS Prince of Wales (1794)）
- 龐貝號（英语：HMS Pompee）
- 人馬號（英语：HMS Centaur (1797)）
- 恆河號（英语：HMS Ganges (1782)）
- 阿爾弗雷德號（英语：HMS Alfred (1778)）
- 不倫瑞克號（英语：HMS Brunswick (1790)）
- 首領號（英语：HMS Captain (1787)）
- 歌利亞號（英语：HMS Goliath (1781)）
- 大力士號（英语：HMS Hercule）
- 梅達號（英语：HMS Maida）
- 俄里翁號（英语：HMS Orion (1787)）
- 決心號（英语：HMS Resolution (1770)）
- 斯賓塞號（英语：HMS Spencer (1800)）
- 先鋒號（英语：HMS Vanguard (1787)）
- 獨裁者號（英语：HMS Dictator (1783)）
- 拿騷號
- 紅寶石號（英语：HMS Ruby (1776)）
- 監視號（英语：French frigate Surveillante (1802)）
- 西比爾號
- 真實號（英语：HMS Franchise）
- 寧芙號（英语：HMS Nymphe (1780)）

於8月5日加入的艦隻：
- 超級號（英语：HMS Superb (1798)）

於8月7日加入的艦隻：
- 牛頭怪號（英语：HMS Minotaur (1793)）
- 英勇號（英语：HMS Valiant (1807)）
- 堅定號（英语：HMS Inflexible (1780)）
- 萊登號

於8月8日或以後加入的艦隻：
- 防衛號（英语：HMS Defence (1763)）
- 戰神號（英语：HMS Mars (1794)）
- 阿伽門農號（英语：HMS Agamemnon (1781)）
- 非洲號（英语：French ship L'Africaine）

陸軍將領卡斯卡特伯爵稍後於8月12日到達非洲號，並取得地面部隊的指揮權。另外，亦有另36艘較小型的艦隻加入這支英國艦隊，並有大量商船或徵用的船隻運載著步兵或補給品。

## 註腳
1. 1 2  Smith, D. p.254
2. ↑  Wendy Hinde, George Canning (Purnell Books Services, 1973), p. 168.
3. ↑  Hinde, p. 169.
4. ↑  Hinde, p. 171.
5. 1 2  Hinde, p. 170.
6. ↑  Hinde, p. 173.
7. ↑  Hinde, p. 174.
8. 1 2  Hinde, p. 175.
9. ↑  Hinde, pp. 177-78.
10. ↑  Hinde, p. 186.
11. ↑  Hinde, p. 188.

## 來源
- Smith, D. The Greenhill Napoleonic Wars Data Book. Greenhill Books, 1998.
- Winfield, Rif. British Warships in the Age of Sail, 1793 - 1817. Chatham Publishing, 2005.

## 外部連結
- The Bombardment of Copenhagen in 1807; by Jens Rahbek Rasmussen; translated by David Frost, British Ambassador in Copenhagen